# 완주 갈동유적
완주 갈동유적은 전북특별자치도 완주군에 있다. 2018년 2월 22일 완주군의 향토문화재 제1호로 지정되었다.

## 지정 사유
완주 갈동유적은 한반도 남부 초기철기시대의 최절정기 문화 유적이다. 매장 영역에서 초기철기시대 무덤이 최대 군집을 형성했고, 우리나라 최초로 거푸집 부장품이 유구 내에서 확인되는 등 마한(馬韓)의 성립과 전개과정을 보여주는 핵심적인 유적으로써 보존 가치가 매우 큰 것으로 알려졌다.